# アリアナ・ベイラー
アリアナ・ベイラー（Ariana Bayler、1996年12月14日 - ）は、ニュージーランドの女子ラグビー選手。

## プロフィール
- ニュージーランド・ワイヒ出身[1]。
- ポジションはスクラムハーフ(SH)。
- 身長 165cm、体重 60kg
- 女子ニュージーランド代表キャップは6（2022年11月現在）。

## 略歴
2022年、ラグビーワールドカップ2021の女子ニュージーランド代表に選ばれて、ブラックファーンズ2大会連続優勝に貢献。